# Báctria (satrapia)
Báctria (em persa antigo: 𐎲𐎠𐎧𐎫𐎼𐎡𐏁; romaniz.: Bāxtriš) foi uma satrapia do Império Aquemênida, conquistada entre 545–540 a.C. por Ciro, o Grande. É atestada em 520 a.C. na inscrição de Beistum. Era uma satrapia especial, pois era governada por um príncipe herdeiro ou um herdeiro presuntivo. A capital de Báctria era Bactra, e a região também às vezes incluía Soguediana. Durante o reinado de Dario, o Grande, báctrios e os églios foram colocados num distrito fiscal, que deveria pagar 360 talentos todos os anos. As comunidades e a língua gregas tornaram-se comuns na área desde o reinado de Dario I, quando os habitantes da cidade grega de Barca, na Cirenaica, foram deportados à Báctria por se recusarem a entregar assassinos.